# Ібо Такахасі
Ібо Такахасі (яп. 高橋伊望; 20 квітня 1888, Фукусіма  — 18 березня 1947) — японський офіцер, віцеадмірал (15 листопада 1939).

## Біографія
Народився в православній сім'ї, ім'я «Ібо» є японською транскрипцією імені «Іоанн». Батько Такахасі був лікарем, належав до самурайської родини з Айдзу.
В 1908 році закінчив військову академію Імператорського флоту Японії, був 10-м у списку зі 191 випускника. Після служби мічманом на крейсерах «Соя» та «Сума» він у 1910 році став енсіном крейсера «Асамі». Потім він служив на есмінці «Ненохі» дредноуті «Сікісіма». З 1914 року служив на крейсері «Тоне» та лінкорі «Фусо».
В 1919 році закінчив вищу військову академію Імператорського флоту Японії (Кайгун дайгакко), після чого служив головним артилеристом на «Івамі». З серпня 1923 по серпень 1925 — військово-морський аташе у Великій Британії. Після повернення кілька років прослужив офіцером на крейсері «Тама», а в 1929 році став капітаном крейсера "Тенрю". В 1929 році як член японської делегації брав участь у Лондонській морській конференції.
З 1932 року — командиром крейсера «Атаго», з 1933 року «Кірісіма». В 1935 році став завідувачем 2-го відділу Генштабу флоту. В період роботи в Ген штабі Такахасі став прихильником доктрини «Нансінрьон» — просування Японії до районів Південних морів. 15 листопада 1939 року був призначений командувачем Оборонного району Мако.
Незабаром після початку Тихоокеанської війни Такахасі був призначений командувачем 3-го флоту, який увійшов до складу Сил Південних морів. Цей флот було поділено на Східне з'єднання вторгнення та Центральне з'єднання вторгнення, які у січні-березні 1942 року взяли участь у захопленні Нідерландської Ост-Індії. 10 березня 1942 року був призначений командувачем нового 2-го Південного експедиційного флоту, а через місяць — Флоту Південно-Західного району. В листопаді 1942 року був переведений в Японії і призначений головнокомандувачем Морського району Куре. В 1944 році вийшов у відставку.

## Нагороди
- Орден Вранішнього Сонця 2-го класу